# هاينس ليندمان
هاينس ليندمان (بالألمانية: Hannes Lindemann)‏ هو كاتب ألماني، ولد في 28 ديسمبر 1922، وتوفي في 17 أبريل 2015.